# 上藤站
上藤站（福州話：/suoŋ˥˥ tɛiŋ˥˧/）位于中华人民共和国福建省福州市仓山区上藤路、下藤路与六一南路交叉口，是福州地铁1号线的地铁车站，亦是1号线在闽江南岸的首个站点，车站于2011年8月20日动工，2017年1月6日启用。

## 车站结构
上藤站位于上藤路、下藤路与六一南路交叉口，基本呈东南至西北走向，主体结构为双柱三跨地下三层车站，岛式站台，地下一层为站厅层，地下二层为设备层，地下三层为站台层。车站主体全长137.6米，宽23.2米，深22.5米。
| 地面层   | 出入口                               |  | 出入口                   |
| 地下一层 | 站厅                                 |  | 票务服务、自动售票机     |
| 地下二层 | 设备层                               |  | 车站设备                 |
| 地下三层 | 1                                    |  | 1号线 往象峰（达道）     |
| 地下三层 | 岛式站台，列车运行方向左侧的车门打开 |  |                          |
| 地下三层 | 2                                    |  | 1号线 往三江口（三叉街） |

### 站厅
上藤站站厅位于上藤路下方。车站站厅所使用吊顶以斜式屋檐为基础设计而成，意为展示福州仓山区烟台山近代建筑群文化，墙面装修采用白色搪瓷板。车站设客服中心一处，分布于站厅南端，服务设施设置智能导乘机两处、自动售货机两处，B出入口通道旁规划设有便利店，A出入口通道设有洗手间。

### 站台
上藤站共设置2个分别来往于象峰、三江口的1号线站台，采用岛式站台设计。车站站台采用白色斜式屋檐式吊顶与白色搪瓷板装修，服务设施设有智能导乘机与自动售货机。

### 出入口与周边
上藤站开放4个出入口，沿上藤路布置。
| 上藤站出入口信息            | 上藤站出入口信息 | 上藤站出入口信息                   | 上藤站出入口信息                       | 上藤站出入口信息 |
| --------------------------- | ---------------- | ---------------------------------- | -------------------------------------- | ---------------- |
|                             |                  |                                    |                                        |                  |
| 编号                        | 设施             | 位置                               | 接驳交通                               | 照片             |
| 出口 · A                    |                  | 上藤路万春巷路口东侧               | 上藤地铁口、桥南(福州市二医院)         |                  |
| 出口 · B                    |                  | 上藤路万春巷路口南侧               |                                        |                  |
| 出口 · C                    |                  | 六一南路上藤路口南侧，汇达广场门口 | 埔顶(汇达广场)、十锦祠                 |                  |
| 出口 · D                    |                  | 六一南路上藤路口北侧               | 桥南(福州市二医院)、上藤地铁口、十锦祠 |                  |
| 注： 设有电梯 \| 设有卫生间 |                  |                                    |                                        |                  |